# Limbă (anatomie)
Limba (lat.: Lingua, grec.: Glossa) este un organ musculos, acoperit de mucoasă, foarte mobil, cu sensibilitate tactilă mare, aflat în cavitatea bucală a tetrapodelor. Are rol în prehensiunea alimentelor, în masticație, deglutiție. Prin faptul că este dotată cu un tip special de chemoreceptori (papile gustative), este considerată "organul simțului gustativ", dar are un rol important și în olfacție. La primate are rol și în fonație(articularea sunetelor).

## Anatomia limbii
Partea dorsală a limbii Dorsum linguae este ușor bombată, partea anterioară fiind liberă cu un șanț median Septum linguae fiind locul de inserție a mușchilor limbii (care sunt bogat vascularizați și inervați), în partea posterioară mucoasa limbii prezintă deschiderea glandelor salivare, partea ventrală (inferioară), median este legat de planșeul cavității bucale prin frâul limbii (Frenulum linguae), astfel încât numai vârful limbii este liber.
Baza limbii (Radix linguae) este prin mușchi și ligamente fixat de laringe.

## Mucoasa limbii
Mucoasa dezvoltată care acoperă limba este continuarea mucoasei cavității bucale pe care se află papilele linguale (Papillae linguales), prelungiri cu forme diferite Papillae filiformes, Papillae conicae, Papillae lentiformes cu rol mecanic (la rumegătoare aceste papile sunt acoperite cu strat cornos ceea ce determină aspectul aspru al limbii), 
Papilele gustative (Papillae gustatoriae) ce au forma de ciupercă (Papillae fungiformes) care sunt terminațiile nervilor glosofaringian și facial au rol senzitiv: tactil, termic și gustativ. 
Pe marginea limbii se află papilele Papillae vallatae ce sunt înconjurate de un brâu de glande salivare, pe când Papillae foliatae (papilele lamelare) dezvoltate la cabaline, nu sunt prezente la toate mamiferele.
Mucoasa limbii conține mai ales la baza limbii numeroase glande salivare.
Limba este împărțită in mai multe arii gustative: vârful limbii este cel mai sensibil la dulce si la sărat, marginile laterale sunt mai sensibile la gustul acru, iar parte din spate percepe cel mai bine gustul amar. Aceste diferențe nu sunt însă absolute, majoritatea papilelor gustative putând răspunde la doua sau trei, iar uneori la toate cele patru senzații gustative.

## Rolul limbii
Limba are rolul de prehensiune (la unele animale) transport, amestec cu saliva, ajutor în masticația, deglutiția hranei la nivelul faringelui si în declanșarea secrețiilor digestive (salivare + gastrice).
La om are un rol important în vorbire, formarea sunetelor articulate.
De asemenea joacă un rol important ca organ gustativ (a gustului dulce, acru, amar si sărat) aceste papile gustative fiind uniform repartizate pe suprafața limbii, cu excepția gustului amar care este mai bine reprezentat la baza limbii.

## Inervația limbii
Limba prezintă mai multe tipuri de inervație:
- senzitivă: de la perechea V de nervi cranieni(trigemeni), prin acești nervi putem simți temperatura alimentelor;
- motorie: de la nervul cranian XII (nerv hipoglos), acest nerv intervine în mișcările limbii în deglutiție, în masticație.
- senzorială: această inervație constituie calea de conducere a analizatorului gustativ: Protoneuronul (primul neuron) căii gustative se află în ganglionii anexați nervilor VII (ggl geniculat), IX și X (ggl inferior pentru ambii nervi), dendritele lor vin la baza rădăcinii limbii, de unde vor culege informații gustative. Axonii lor se îndreaptă către bulbul rahidian (nucleul solitar), unde se află deutoneuronul (al II-lea neuron) căii gustative. Axonii din nucleul solitar se încrucișează, străbat în direcție ascendentă toate cele 3 etaje ale trunchiului cerebral și se îndreaptă spre talamus. În talamus se află cel de-al III-lea neuron al căii gustative, axonii din talamus vor proiecta în partea inferioară a girului postcentral. Aici se analizează și se elaborează senzația de gust.